# Scuola dei Laneri
La Scuola dei Laneri (lanaioli) è un edificio già sede dell'omonima confraternita di mestieri e di devozione di Venezia situato in Salizada San Pantalon nel sestiere di Santa Croce a Venezia

## Storia
L'arte di antica fondazione era devota a san Bernardino a cui aveva dedicato nel 1541 un altare nella vicina chiesa di San Pantalon, poi rinnovato e benedetto nuovamente nel 1684 ed ancora esistente. Acquistato un terreno nel 1613 vi costruirono la propria scuola ma l'edificio fu distrutto da un incendio nel 1620 e poi ricostruito nel 1633, probabilmente su progetto del Longhena. L'organizzazione era divisa in colonnelli (sezioni) a seconda dell'attività svolta: i vergheri (battitori della lana), i pettinatori, gli startesini (cardatori) e così via. L'istituzione fu soppressa dal Senato veneziano nel 1786 e le proprietà messe all'asta per ripianare le passività. Secondo il Boschini in una delle sale era esposta una tela di Alessandro Varotari che rappresentava una Predica di San Bernardino, ora dispersa.

## Descrizione
Il liscio paramento in pietra d'Istria della facciata, unico lato visibile, è aperto al primo piano da una serie ininterrotta di porte e finestre arcuate; il secondo piano è illuminato da due bifore ornate di capitelli ionici e mascheroni muliebri in chiave d'arco, spostate sui lati estremi, ed al centro presenta un'edicola con nicchia destinata a contenere una statua del santo protettore; l'ultimo piano presenta invece quattro finestre ovali decorate con un motivo a cartoccio e allineate alle aperture delle bifore sottostanti.